# Park Avenue Building (Detroit)
El Park Avenue Building es un edificio de 12 pisos de estilo Beaux Arts ubicado en Park Avenue 2001–2017 en el Distrito Histórico de Grand Circus Park en el Downtown de Detroit, Míchigan. Anteriormente conocido como el General Necessities Building, el edificio de oficinas de 9.435 m² fue diseñado por Albert Kahn en 1922.
El edificio era propiedad de Ralph Sachs, el antiguo propietario del Hotel Charlevoix, demolido en 2013, el Park Avenue fue puesto a la venta el 3 de julio de 2015 por 16.500.000 dólares. El Park Avenue ha estado en riesgo de ser demolido con el argumento de rehabilitar el Arena District.

## Remodelación
En abril de 2018, el promotor urbano Rino Soave de Infinity Homes & Co compró por un precio no revelado después de la muerte de Sachs en enero de 2017. Se planea reconstruir el edificio en unos 75 o 100 apartamentos de 370 a 460 m² con tiendas en el primer piso.